# Région de Leiria
La Région de Leiria (en portugais : Região de Leiria) est une communauté intermunicipale et une sous-région, située dans la Région Centre au Portugal.

## Démographie
En 2021, la Région de Leiria comptait 286 752 habitants.

## Municipalités

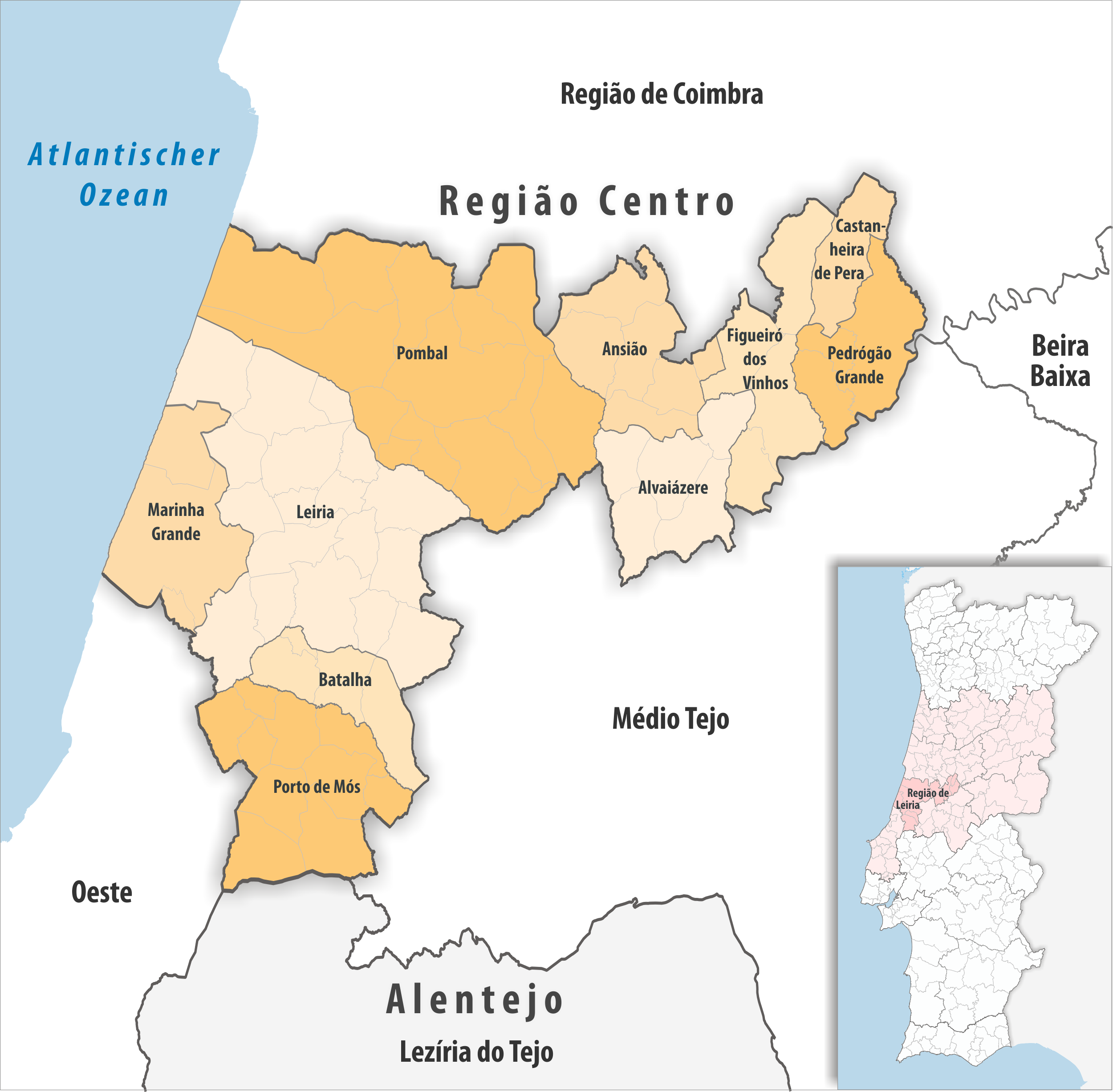
Carte des municipalités de la Région de Leiria.

La Région de Leiria regroupe 10 municipalités.
| Municipalité        | Pop. (2021) |
| ------------------- | ----------- |
| Alvaiázere          | 6 238       |
| Ansião              | 11 642      |
| Batalha             | 15 557      |
| Castanheira de Pera | 2 645       |
| Figueiró dos Vinhos | 5 281       |
| Leiria              | 128 603     |
| Marinha Grande      | 39 024      |
| Pedrógão Grande     | 3 390       |
| Pombal              | 51 170      |
| Porto de Mós        | 23 202      |